# Ordinary Man (film)
Ordinary Man is een Belgische thrillerfilm uit 2005. De film won de publieksprijs op het Amsterdam Fantastic Film Festival.

## Plot
George, een meubelverkoper, een goede echtgenoot en vader, en een loyale vriend, doodt op een dag een man op de snelweg in een vlaag van woede. Nu voelt hij zich verantwoordelijk voor de vrouw van de man, wat een schijnbaar eindeloze reeks problemen veroorzaakt.